# طاهرجال بالا
طاهرجال بالا (به لاتین: Yuxarı Tahircal) یک منطقه مسکونی در جمهوری آذربایجان است که در شهرستان قوسار واقع شده‌است. طاهرجال بالا ۴۸۶ نفر جمعیت دارد.